# Corregimiento
Een corrigiemento is een gebiedsindeling in verschillende Spaanstalige landen, waaronder Colombia en Panama. De term is afgeleid van het Spaanse Corregidor, een positie die vroeger werd gehanteerd in Spanje en de Spaanse koloniën.
In Colombia is een corregimiento een indeling binnen een gemeente of binnen een departement (naast eventuele gemeenten municipio in dat departement).